# روابط چین و ونزوئلا
روابط چین و ونزوئلا به روابط بین المللی میان جمهوری خلق چین و جمهوری بولیواری ونزوئلا اشاره دارد. روابط رسمی دیپلماتیک بین هر دو کشور در آگوست ۱۹۴۴ برقرار شد و در سال ۱۹۷۴ به رسمیت شناخته شد. تا قبل از سال ۱۹۹۹، لوئیس اررا کامپینس تنها رئیس جمهور ونزوئلا بود که از چین بازدید کرده بود.
تجارت چین و ونزوئلا قبل از سال ۱۹۹۹ کمتر از ۵۰۰ میلیون دلار در سال بود و در سال ۲۰۰۹ به هفت و نیم میلیارد دلار رسید و چین را به دومین شریک تجاری بزرگ ونزوئلا تبدیل کرد. ونزوئلا بزرگترین مقصد سرمایه گذاری چین در آمریکای لاتین محسوب می شود.
قراردادهای دوجانبه مختلف باعث شده است که چین میلیاردها دلار در ونزوئلا سرمایه گذاری کند و ونزوئلا صادرات نفت و سایر منابع به چین را افزایش دهد. در سال ۲۰۱۶، تجارت چین و ونزوئلا به ۷.۴۲ میلیارد دلار رسید که ۴.۹ میلیارد دلار از صادرات ونزوئلا و ۲.۵۲ میلیارد دلار از صادرات چین بود.

## تاریخچه
روابط رسمی دیپلماتیک بین دو کشور در اگوست ۱۹۴۴ برقرار شد و دفاتری در کاراکاس و نانجینگ، پایتخت جمهوری چین افتتاح شد. در سال ۱۹۴۹، دفتر ونزوئلا از نانکینگ به تایپه، پایتخت تایوان منتقل شد. در سال ۱۹۶۶، این دفتر به سفارت ارتقا یافت.
در سال ۱۹۷۴، ونزوئلا به رسمیت شناخت ROC پایان داد و به جای آن به رسمیت شناختن جمهوری خلق چین روی آورد. تا قبل از سال ۱۹۹۹، تنها لوئیس اررا کامپینس در سال ۱۹۸۱ از چین بازدید کرده بود. 
تا سال ۱۹۹۹ تنها ۱۹ توافقنامه رسمی بین چین و ونزوئلا وجود داشت و تنها دو مورد از آنها توسط هر دو طرف تصویب شده بود.

## بعد از سال ۱۹۹۹
همکاری بین چین و ونزوئلا بلافاصله بعد از به قدرت رسیدن هوگو چاوز در سال ۱۹۹۹ با رشد فزاینده مواجه شد. این همکاری بعد از مرگ چاوز نیز تداوم داشت. بین سال‌های ۲۰۰۰ تا ۲۰۱۸ تجارت بین دو کشور ۲۰ برابر شده است. در طی این سال ها سرمایه‌گذاری مستقیم چین در ونزوئلا به رقم ۶ میلیارد دلار رسیده است. در چنین شرایطی رقم تسهیلاتی که چین به ونزوئلا می‌دهد به ۶۲ میلیارد دلار رسیده است. در سال ۲۰۱۵ چین وام ۱۰ میلیارد دلاری به ونزوئلا داد. وام‌های قبلی چین به ونوزوئلا با دوره بازپرداخت سه ساله ارائه شده بود اما این بار دوره تنفس پنج ساله برای این وام درنظر گرفته شده بود.
از ۱۵۰ میلیارد دلاری که بانک توسعه چین در ۱۲ سال گذشته به آمریکای لاتین وام داده بود، یک سوم به ونزوئلا تعلق گرفته است.

## همکاری نظامی
همکاری نظامی در زمان هوگو چاوز شروع شد. در این دوران چین شروع به فروش هواپیما و رادار کرد. همچنین مستشاران نظامی راهی ونزوئلا شدند.
در سال ۲۰۱۹ ،چین در پاسخ به درخواست دولت ونزوئلا تعدادی از نیروهای خبره نظامی خودش را به منظور آموزش و کمک در زمینه تجهیزات نظامی و ارسال کمک‌های انسانی به این کشور اعزام کرد. در سال ۲۰۱۷، چین برخی تجهیزات نظامی از جمله هواپیما، رادار، تانک و غیره را به ونزوئلا ارسال کرده بود.
براساس گزارشی که در سال ۲۰۱۹ منتشر شده است چین در ده سال گذشته ۶۱۵ میلیون دلار سلاح به ونزوئلا فروخته است.

## حقوق بشر
در ژوئن ۲۰۲۰، ونزوئلا یکی از ۵۳ کشوری بود که از قانون امنیت ملی هنگ کنگ در سازمان ملل متحد حمایت کرد.

## مهاجرت
تا سال ۲۰۱۷، مادورو تخمین می‌زند که ۵۰۰۰۰۰ مهاجر چینی در ونزوئلا زندگی می‌کنند که تقریباً این جمعیت نسبت به سال ۲۰۰۰ ده برابر شده است.